# 嬉しいです
「嬉しいです」（朝: 반갑습니다）は、北朝鮮の楽曲。
作詞・作曲はリ・ジョンオ（李鍾旿、리종오）、北朝鮮の歌手のリ・ギョンスクが歌った曲。この曲は1991年9月、日本での公演中に北朝鮮の普天堡電子楽団によって公開された。この曲の別名は、「お会いできてうれしいです」「パンガプスムニダ」。
この曲は朝鮮半島では「統一歌」とされ、南北交流活動の歌としてよく使用される。2000年6月の南北サミット及び南北首脳会談以降、大韓民国でも話題になった。

## 評価
朝鮮新報は「嬉しいです」を「北朝鮮と韓国の同胞がともに歌う歌であり、朝鮮半島統一のための歌である」と評価した。また、「21世紀の朝鮮半島の同胞と世界の同胞の感動的ですばらしい再会を象徴する傑作となるだろう」と予測し、「7000万人の朝鮮人が喜びと感動に包まれ、広く歌われる歌になるだろう」とした。